# Lloyd Bradley
Lloyd Bradley (ur. 1955 w Londynie) – brytyjski dziennikarz i pisarz muzyczny. Jego największą fascynacją jest muzyka reggae, którą odkrył jako nastolatek. Chodził wtedy na sound systemy w północnym Londynie i założył nawet swój własny pod nazwą Dark Star System.
Pracował w magazynach takich jak: Q (1988), Empire, Big, Maxim, Encore (1994), a następnie był wydawcą GQ. Aktualnie jest "wolnym strzelcem" i konsultantem w wielu pismach, zajmuje się pisaniem biografii takich ludzi jak Rod Stewart czy George Clinton. Publikują go m.in. NME, Black Music Magazine, The Guardian, Mojo.
Jego najsłynniejsza książka Bass Culture: When Reggae Was King jest uznawana za jedną z najważniejszych książek dotyczących reggae.
Jeszcze nikt nie podjął się przetłumaczenia i wydania jego twórczości w Polsce.